# Konkurencja monopolistyczna
Konkurencja monopolistyczna – forma rynku zaproponowana i pierwotnie analizowana przez amerykańskiego ekonomistę Edwarda Chamberlina, a później rozwinięta przez angielską ekonomistkę Joan Robinson. Posiada cechy zarówno monopolu, jak i konkurencji doskonałej. 
Konkurencja monopolistyczna jest cechą wielu współczesnych rynków. Charakteryzuje się tym, że na rynku konkuruje wiele przedsiębiorstw, istnieją bariery wejścia i bariery wyjścia, jednak są one niewielkie. Z drugiej strony produkty wytwarzane przez przedsiębiorstwa są niejednorodne, dzięki czemu krzywa popytu na produkt każdego z nich jest malejąca. Jest to cecha charakterystyczna dla monopolu i różni się od konkurencji doskonałej, gdzie krzywa popytu jest pozioma. Mimo że przedsiębiorstwa produkują zróżnicowane produkty, zakłada się, że struktura ich kosztów jest jednakowa.
Model konkurencji monopolistycznej jest często częścią składową bardziej skomplikowanych modeli ekonomicznych. Przykładowo wykorzystuje się go zazwyczaj przy formułowaniu endogenicznych modeli wzrostu gospodarczego.

## Równowaga w krótkim okresie
W krótkim okresie przedsiębiorstwa nie mogą opuszczać rynku i zachowują się jak monopoliści. Oznacza to, że dla każdego producenta jego zysk jest zmaksymalizowany gdy przychód krańcowy jest równy kosztowi krańcowemu (optimum ekonomiczne). Zysk ekonomiczny każdej z firm może być dodatni, ujemny lub wynosić zero.

## Równowaga w długim okresie
W długim okresie firmy mogą opuszczać rynek lub na niego wchodzić, ponieważ nie ma barier wejścia i wyjścia. Jeżeli zyski ekonomiczne firm są dodatnie, zachęci to inne firmy do wejścia na rynek, co z kolei spowoduje spadek popytu na produkty firm będących do tej pory na rynku, a zatem także spadek ich udziałów w rynku i zysków. Jeżeli zyski ekonomiczne firm w krótkim okresie są ujemne, wówczas część firm opuści rynek, zwiększając popyt na produkty firm pozostających na rynku, a co za tym idzie ich udziały w rynku i zyski. Równowaga w długim okresie ma miejsce gdy zyski ekonomiczne wszystkich firm są równe zero, dzięki czemu żadna z firm nie ma powodów aby opuścić rynek lub na niego wejść.

## Porównanie konkurencji monopolistycznej z konkurencją doskonałą
W długim okresie zarówno w konkurencji doskonałej, jak i konkurencji monopolistycznej zysk przedsiębiorstw jest równy zero. Jednak istnieją dwie istotne różnice pomiędzy równowagami w tych dwóch formach konkurencji.

### Marża ponad koszt krańcowy
Dla firm w konkurencji doskonałej w równowadze cena jest równa kosztowi krańcowemu. W przeciwieństwie, dla konkurencji monopolistycznej w równowadze cena przewyższa koszt krańcowy. Oznacza to, że konkurencja monopolistyczna charakteryzuje się dodatnią marżą, mimo że zyski firm są równe zero.

### Skala produkcji
W konkurencji doskonałej w równowadze każda z firm wytwarza ilość produktu, która minimalizuje przeciętny koszt całkowity. Innymi słowy w konkurencji doskonałej firmy maksymalizują korzyści skali. Z drugiej strony, w konkurencji monopolistycznej firmy produkują ilość dóbr, która jest mniejsza niż optymalna ilość wynikająca z korzyści skali. Oznacza to, że każda z firm mogłaby zwiększyć swoją produkcję i w ten sposób zmniejszyć średni koszt produkcji.

## Efektywność i efekty zewnętrzne
Ponieważ w równowadze w długim okresie cena przekracza koszt krańcowy, wartość dobra jaką konsumenci przykładają dla krańcowej jednostki jest większa niż koszt produkcji. Oznacza to, że ilość produkowanych dóbr jest zbyt niska co prowadzi do powstania zbędnej straty społecznej podobnej do tej jaka powstaje w przypadku monopolu. Także liczba przedsiębiorstw działających na rynku może nie być efektywna. Za każdym razem gdy nowa firma wchodzi na rynek mają miejsce dwa efekty zewnętrzne. Po pierwsze, zwiększa się gama produktów dostępnych na rynku, dzięki czemu konsumenci mają większy wybór. Ten efekt zewnętrzny ma pozytywny wpływ na efektywność. Z drugiej jednak strony, wejście nowej firmy na rynek powoduje, że istniejące na rynku firmy tracą dotychczasowych klientów, co powoduje negatywny efekt zewnętrzny. Ponieważ, gdy firmy podejmują decyzję o wejściu na rynek nie biorą one pod uwagę tych efektów zewnętrznych liczba firm na rynku w równowadze w długim okresie może nie być efektywna. W zależności, który efekt zewnętrzny dominuje, liczba przedsiębiorstw na rynku może być zbyt duża lub zbyt mała w porównaniu z optimum społecznym.